# Костянтин Виговський
Костянти́н Оста́пович Виго́вський герба Абданк (роки народження і смерті невідомі) — український православний шляхтич, полковник Турівський і Пінський, генеральний обозний, київський каштелян. Брат гетьмана Івана Виговського. Вихованець і ректор Києво-Могилянської академії.

## Біографія
Третій син Остапа (Остафія) Гнатовича Виговського. Навчався в Києво-Могилянській академії. Службу розпочав при дворі київського воєводи Адама Киселя.
Долучився до українських козаків після вибуху повстання Богдана Хмельницького. У Війську Запорозькому обіймав посаду полковника Турівського і Пінського. У гетьманському уряді брата 1658 був генеральним обозним. Отримав у володіння Козари й Кобижчу, пізніше Балаклію й Орловець.
1657 — ректор Києво-Могилянської академії.
Разом з Данилом Виговським штурмував Київ у другій половині серпня 1658. Підтримував укладення Іваном Виговським Гадяцького договору з Річчю Посполитою. У 1-й половині 1659 у складі посольства Великого князівства Руського й Війська Запорозького їздив до Варшави, де складалася присяга сеймом і українською стороною на статтях Гадяцького договору. Його підпис стоїть поряд із підписом брата Ф. Виговського й обозного Т. Носача.
Після зречення гетьманства І. Виговським перейшов на службу до польської армії в ранзі полковника (був під заступництвом королеви Марії Казимири). Відзначився в битві під Чудновим 1660 року (нині — Житомирська область), й зазнав семи поранень.
Після розстрілу Івана Виговського за наказом польського полковника Себастьяна Маховського на початку 1664 Костянтин Остапович відмовився від пропонованих урядом Речі Посполитої посад підкоморія та київського каштеляна.
Ймовірно, у середині 1660-их років прийняв чернечий постриг в одному з монастирів України. 
Одружений з княжною Реґіною Мещерською, дочкою багатого «смоленського дідича», князя Івана Мещерського та Тетяни Полубинської. Брат дружини І. Мещерський служив при дворі польського короля Владислава IV Вази.